# Star Shape
Star Shape ist ein Fahrgeschäft der deutschen Firma Zierer Rides. Die Gesamtfläche beträgt ca. 23 m × 17 m, wobei sie im Fahrbetrieb ca. 29 m × 25 m und eine Höhe von ca. 29 m erreichen kann. Das Fahrgeschäft hat sechs Sitzbalken, in denen jeweils fünf Fahrgäste Platz nehmen können. So können theoretisch 510 Personen in der Stunde befördert werden.

## Aufbau und Technik
Star Shape besteht aus einem Hauptarm, der von einer Querstütze und zwei kleineren Querstützen getragen wird. In der Achse des Arms befindet sich der Kugeldrehverbinder (KDV), der den Hauptarm in Bewegung setzt. Unten am Arm sind die sechs Sitzbalken, die der Form eines Sterns ähneln. Darunter sind Plätze für fünf Insassen vorgesehen. Am Gegenstück des Arms ist eine große Kugel, die als Gegengewicht des Arms dient. Im Fahrbetrieb bewegt sich der Arm schwingend um Geschwindigkeit aufzubauen. Dabei bewegen sich der untere Arm und die Sitzbalken.

## Auslieferungen
| Name                     | Betreiber                                                | Land                                                      | Eröffnung     | Geschlossen           |
| ------------------------ | -------------------------------------------------------- | --------------------------------------------------------- | ------------- | --------------------- |
| 360                      | Vialand                                                  | Türkei                                                    | 2013          |                       |
| Air                      | Abie Danter Funland at the Tropicana                     | Vereinigtes Königreich                                    | 2011 2016     | 2016                  |
| Baling Baling            | Dunia Fantasi                                            | Indonesien                                                | 2019          |                       |
| Eviv Bulgroz             | Parc Spirou                                              | Frankreich                                                | 2019          |                       |
| High Energy              | Jasmin Kaiser                                            | Deutschland                                               | 2003          | 2019                  |
| Mechanica                | Liseberg                                                 | Schweden                                                  | 2015          |                       |
| Star Voyager             | Marineland                                               | Kanada                                                    | 2022          | 2023                  |
| Turbulence Sky Jet Bling | Fantasy Island Allgäu Skyline Park Pleasure Beach Resort | Vereinigtes Königreich Deutschland Vereinigtes Königreich | N/A 2012 2004 | eingelagert 2019 2011 |